# Strath Suardal
Strath Suardal är en dal i Storbritannien.   Den ligger i kommunen Highland och riksdelen Skottland, i den nordvästra delen av landet, 700 km nordväst om huvudstaden London. Strath Suardal ligger på ön Skye.